# Línea de meta (futbol)

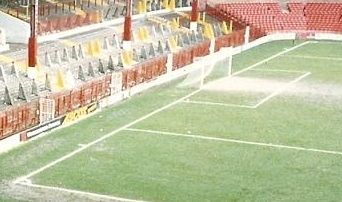
Líneas de meta en Old Trafford en Mánchester en 1992

En el fútbol las líneas de meta o líneas de fondo son las líneas más cortas de dos de las cuatro líneas que demarcan los límites interiores de los exteriores de la cancha o campo de fútbol. Las líneas de meta deben tener la misma longitud, una longitud entre 45 metros (49 yardas) y 90 metros (98 yardas). Sin embargo, en los partidos internacionales, las líneas deben tener entre 64 metros (70 yardas) y 75 metros (82 yardas) de largo. Las porterías deben ser colocadas en el centro de cada línea de meta o de fondo.